# Кенкіяк (аеропорт)
Аеропо́рт «Кенкія́к»  — аеропорт місцевих повітряних ліній у Темірському районі Актюбінської області Казахстана. Знаходиться за 5 кілометрів на південний захід від селища Кенкіяк.
Летовище Кенкіяк третього класу, здатне приймати повітряні судна Ан-24, Як-40, Ан-2 та інші більш легкі, а також вертольоти всіх типів.
Аеропорт забезпечує пасажирські авіаперевезення для розташованих в даному регіоні великих нафтових родовищ Кенкіяк, Жанажол, Алібекмола, Синельниківське.